# Zbonín
Zbonín je vesnice, část obce Varvažov v okrese Písek v Jihočeském kraji. Nachází se asi tři kilometry východně od Varvažova. Je zde evidováno 84 adres. V roce 2011 zde trvale žilo třicet obyvatel.
Zbonín je také název katastrálního území o rozloze 13,72 km². V katastrálním území Zbonín leží i Štědronín-Plazy.

## Historie
První písemná zmínka o vesnici pochází z roku 1499.

## Obyvatelstvo
| Rok            | 1869 | 1880 | 1890 | 1900 | 1910 | 1921 | 1930 | 1950 | 1961 | 1970 | 1980 | 1991 | 2001 | 2011 | 2021 |
| -------------- | ---- | ---- | ---- | ---- | ---- | ---- | ---- | ---- | ---- | ---- | ---- | ---- | ---- | ---- | ---- |
| Počet obyvatel | 358  | 349  | 344  | 324  | 286  | 284  | 229  | 139  | 154  | 116  | 61   | 48   | 26   | 30   | 28   |
| Počet domů     | 45   | 45   | 47   | 46   | 42   | 40   | 46   | 43   | 40   | 35   | 29   | 31   | 38   | 46   | 46   |

## Obecní správa
Při sčítání lidu v letech 1850–1889 Zbonín byl osadou obce Varvažov v okrese Písek. V letech 1890–1975 byl samostatnou obcí v okrese Písek. Od 1. ledna 1976 do 23. listopadu 1990 byl částí obce Smetanova Lhota v okrese Písek. Od 24. listopadu 1990 je opět částí obce Varvažov v okrese Písek. V letech 1890–1975 k obci patřil Štědronín-Plazy.

## Pamětihodnosti
- Novější zděná zvonice u domu čp. 49
- Kaple zasvěcená svatému Janu Nepomuckému se nachází u hospody ve vesnici.[10]
- Kaple za vesnicí ve směru na Ochoz.[10]
- Výklenek na sochu světce v ohradní zdi u domu čp. 1 [11]
- Asi jeden kilometr jihovýchodně od vesnice se na levém břehu vodní nádrže Orlík nachází přírodní památka Kopaniny.

## Galerie

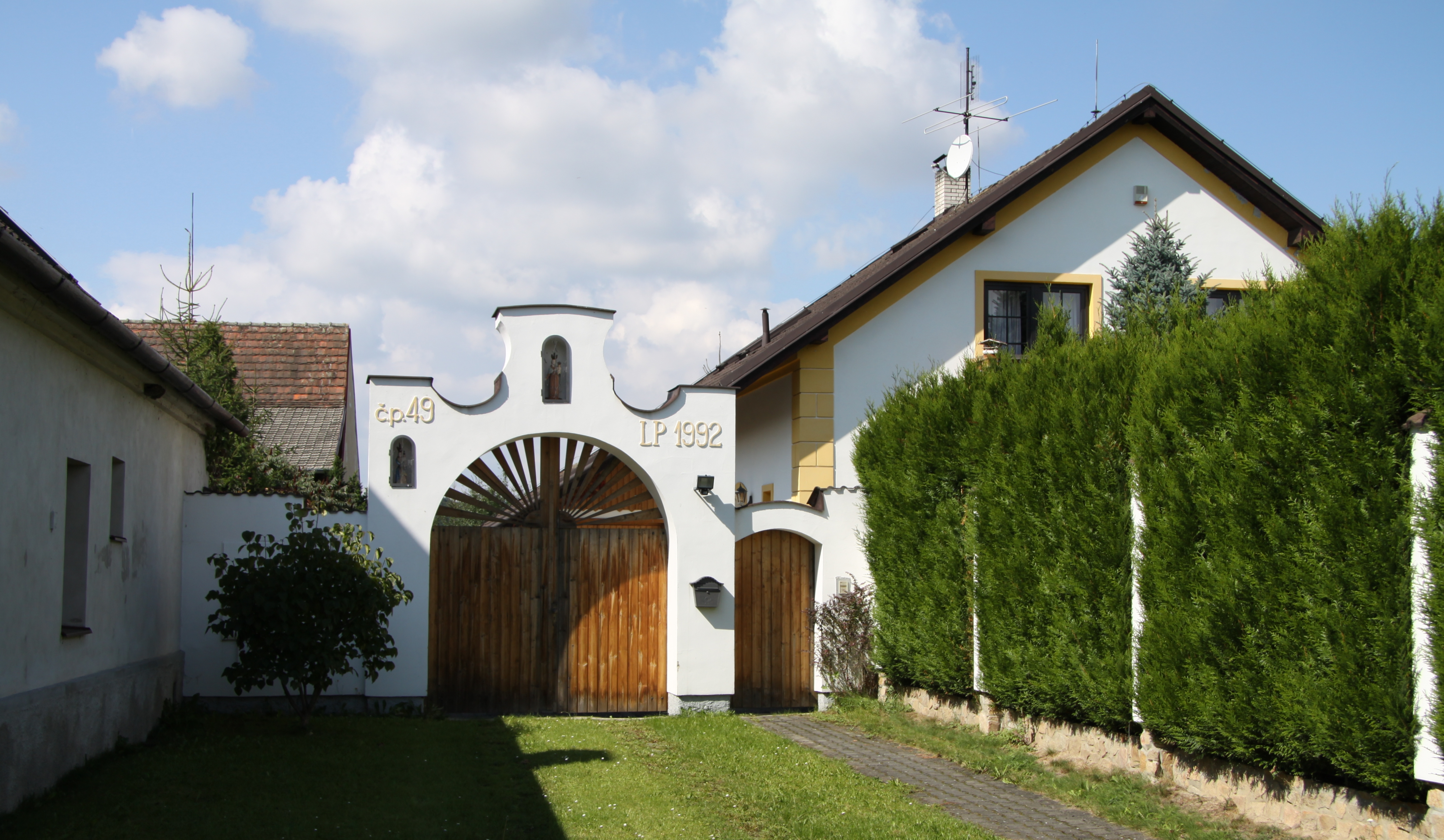
Usedlost ve vsi
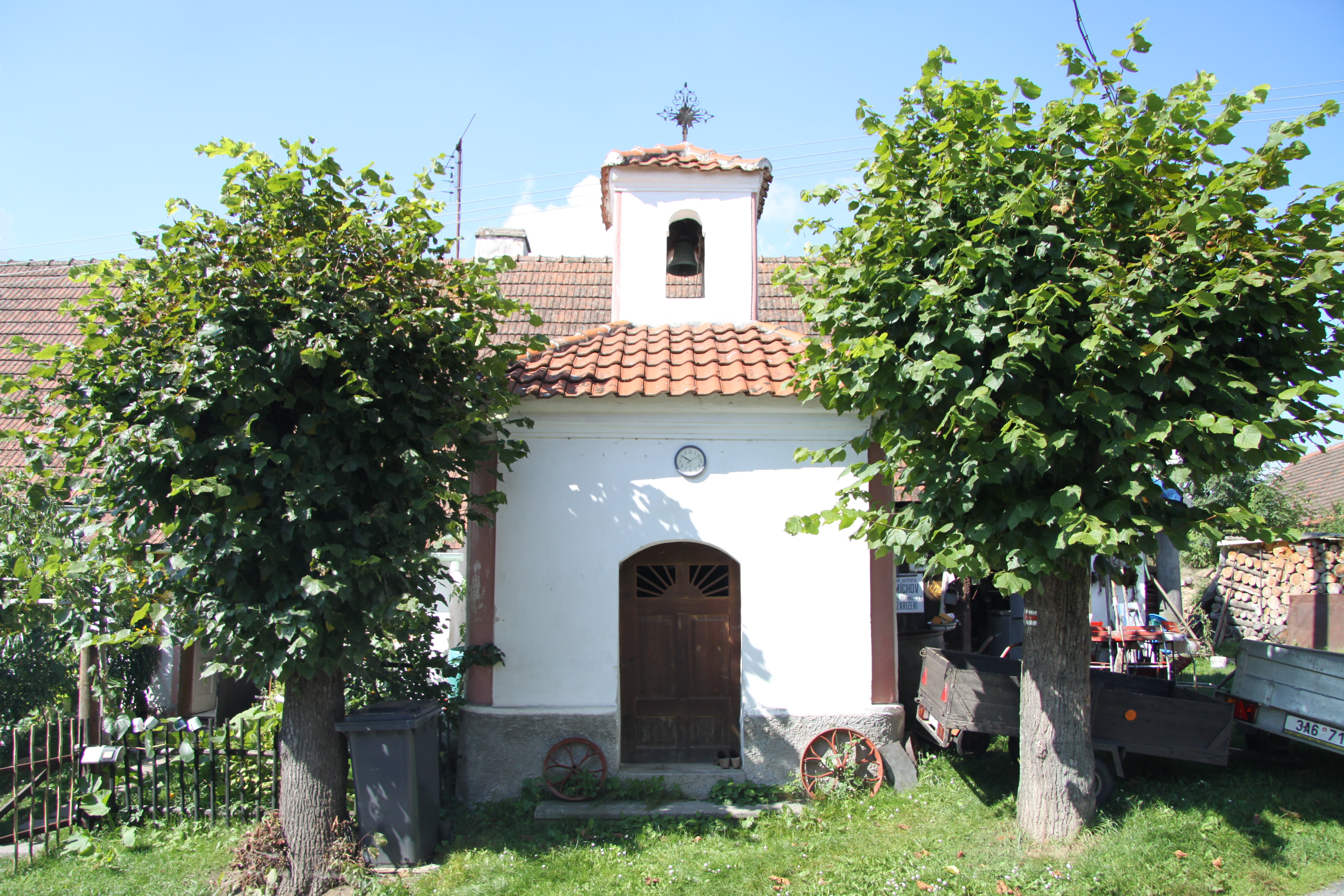
Kaple svatého Jana Nepomuckého
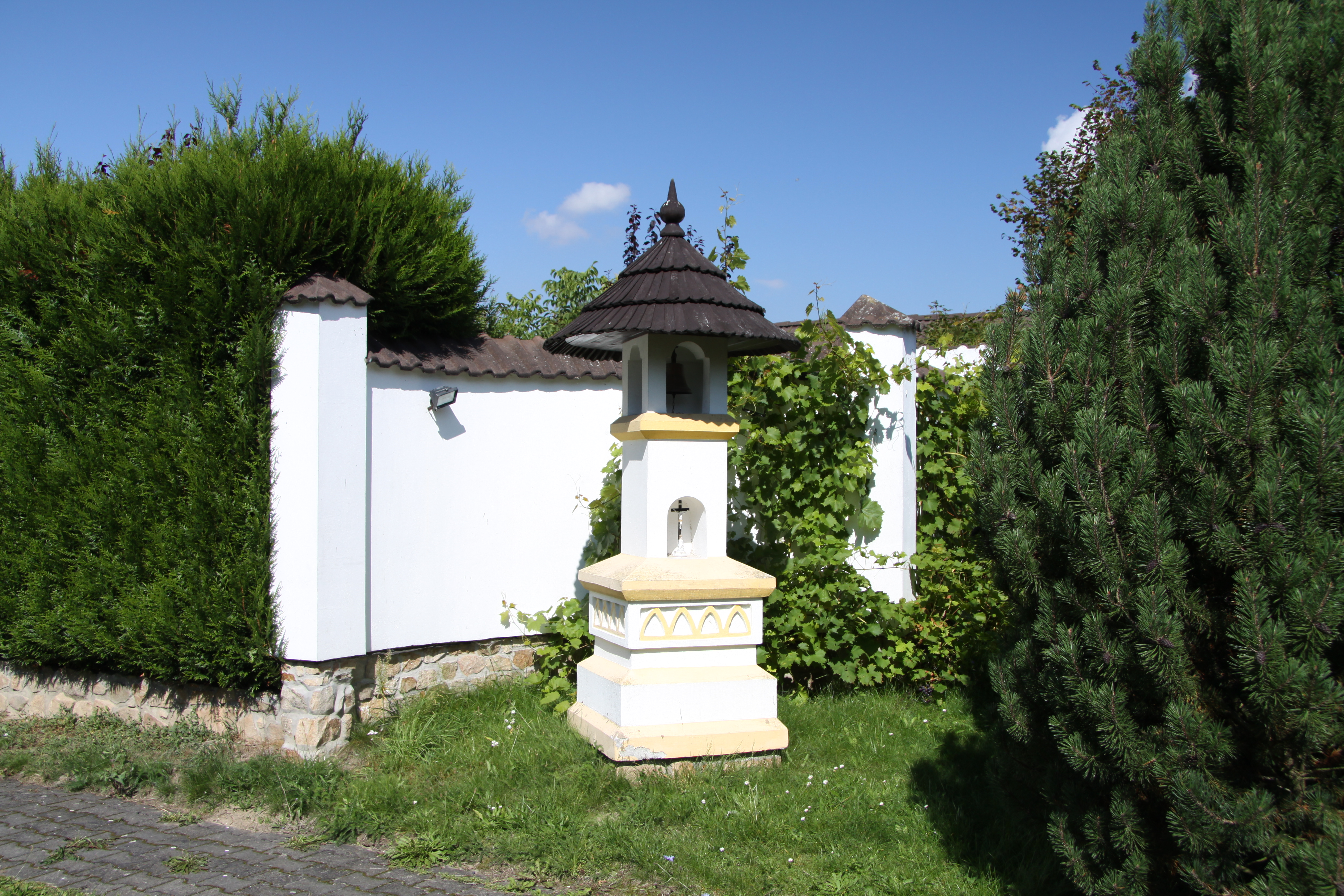
Novější zděná zvonice u domu čp. 49
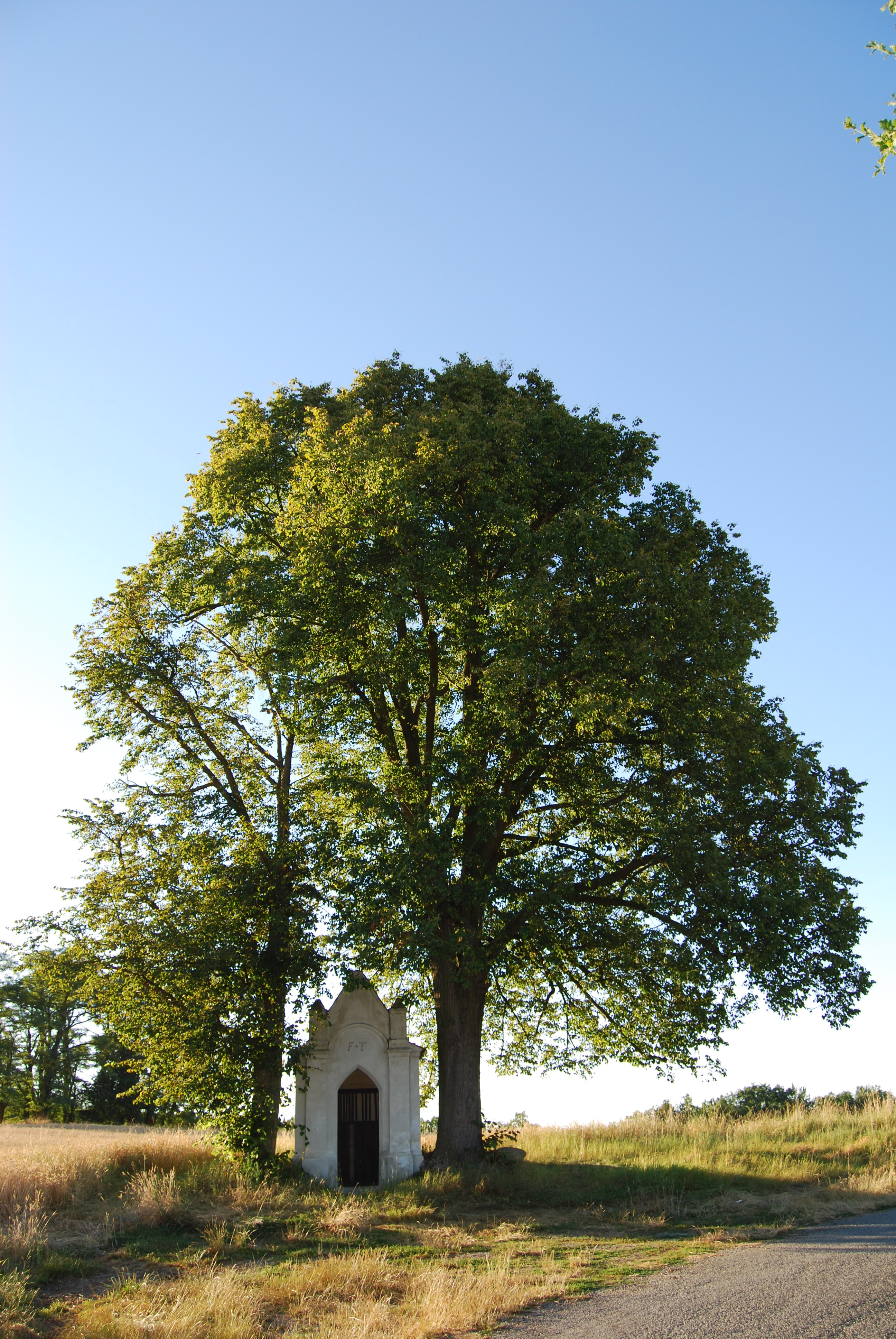
Kaple ve směru na Ochoz